# Дом здравља Раковица
Дом здравља Раковица је здравствени центар у Београду, који се налази на територији градске општине Раковица, на адреси Краљице Јелене 22.

## Опште информације
Дом здравља Раковица једина је здравствена установа у истоименој општини, која покрива 3000 ха и где живи 120.000 становника. Насеља заузимају велику територију, непрекидно се шире и имају стални пораст броја становника. Подељен је у  4 здравствене станице и 10 стоматолошких ординација у школама. Поред тога пацијентима је омогућено лечење и контрола здравља и у кућним условима. Различити облици делатности установе ( прегледи и лечење код изабраног лекара, консултативни прегледи, лабораторијска, рендген и ултразвучна дијагностика, рехабилитација, стоматолошка заштита, специфична здравствена заштита на раду...) су организовани кроз рад 9 организационих јединица односно служби.
Град Београд оснивач је Дома здравља Раковица, а установу највећим делом финасира Републички фонд за здравствено осигурање. Инвестиције и опрема се финансирају из средстава оснивача, Министарства здравља Републике Србије и сопствених прихода.
Године 2018. укупан број запослених у овој установи износио је 435, односно 370 медицинског, а 65 људи немедицинског кадра. Годишње се у овој установи пружи око 2.000.000 услуга и то : 660.000 лекарских прегледа, 1.440.000 превентивних дијагностичких и терапијских услуга. Просечни становник Раковице годишње посети свог изабраног лекара 5 пута, специјалисту консултанта 1 пут, стоматолога 0,8 пута; обави 0,2 радиолошка или ултразвучна дијагностичка прегледа и 7 лабораторијских анализа, добије 5 других дијагностичких или терапијских услуга, и 0.4 превентивна савета.
Поред главног објекта, огранци дома здравља постоје у насељима Раковица II, Канарево брдо, Лабудово брдо и у Реснику.
Слава Дома здравља Раковица је Свети Василије Велики.

## Историјат
Непосредног након Другог светског рата у Раковици је био по један лекар, медицинска сестра и административни радник и они су били зачетници здравствене заштите у на овој територији. Након развитка индустрије повећао се број становника и потреба за здравственим услугама.
Дом здравља Раковица основан је 1953. године као први здравствени центар на овој територији, скромних услова, деловао је у стамбеним објектима где су радиле службе опште медицине, гинекологије и стоматологије. Дом здравља се постепено развијао и формирали су се огранци, односно амбулантне у Кијеву, Реснику, на Лабудовом брду и Кошутњаку.
Године 1959. у Раковици је отворен диспанзер за мајку и дете, а три године касније још један објекат за општу медицину и стоматологију, све у оквиру Дома здравља Раковица. На Лабудовом брду се 1976. године адаптирао простор за здравствену станицу, а 1978. је завршена изградња великог објеката на Канаревом брду, где су смештене и све дијагностичке и консултативне службе. Савремена здравствена станица отворена је у Реснику 1991. године, а 2017. нови и модеран објекат на Лабудовом брду.